# Danh sách thành phố Sénégal

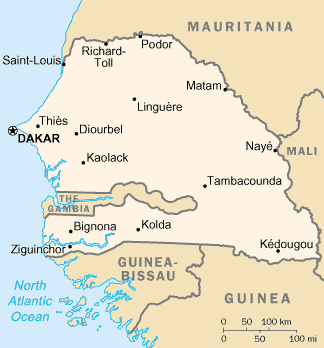
Map of Senegal

Dưới đây là danh sách thành phố Sénégal xếp theo dân số ước tính, lớn hơn 10.000 dân.
| Thành phố Sénégal | Thành phố Sénégal | Thành phố Sénégal | Thành phố Sénégal | Thành phố Sénégal | Thành phố Sénégal |
| Hạng              | Thành phố         | Dân số            | Dân số            | Dân số            | Vùng              |
| Hạng              | Thành phố         | Điều tra 1988     | Điều tra 2002     | Ước 2005          | Vùng              |
| ----------------- | ----------------- | ----------------- | ----------------- | ----------------- | ----------------- |
| 1                 | Dakar             | 1.375.070         | 1.983.093         | 1.998.635         | Dakar             |
| 2                 | Touba             | 123.751           | 419.300           | 428.059           | Diourbel          |
| 3                 | Thiès             | 175.465           | 237.849           | 240.152           | Thiès             |
| 4                 | Rufisque          | 142.340           | 179.797           | 187.203           | Dakar             |
| 5                 | Kaolack           | 150.961           | 172.305           | 173.782           | Kaolack           |
| 6                 | M'Bour            | 76.751            | 153.503           | 170.699           | Thiès             |
| 7                 | Ziguinchor        | 124.283           | 153.269           | 162.436           | Ziguinchor        |
| 8                 | Saint-Louis       | 113.917           | 154.555           | 130.750           | Saint-Louis       |
| 9                 | Diourbel          | 76.548            | 95.984            | 93.767            | Diourbel          |
| 10                | Louga             | 52.057            | 73.662            | 77.784            | Louga             |
| 11                | Tambacounda       | 41.885            | 67.543            | 75.245            | Tambacounda       |
| 12                | Richard Toll      | 29.611            | 42.621            | 60.531            | Saint-Louis       |
| 13                | Kolda             | 34.337            | 53.921            | 58.362            | Kolda             |
| 14                | Mbacké            | 38.847            | 51.124            | 56.823            | Diourbel          |
| 15                | Tivaouane         | 27.117            | 38.213            | 39.026            | Thiès             |
| 16                | Joal-Fadiouth     | 19.003            | 32.991            | 36.418            | Thiès             |
| 17                | Kaffrine          | 16.957            | 25.768            | 31.298            | Kaolack           |
| 18                | Dahra             | N/A               | 26.486            | 29.495            | Louga             |
| 19                | Bignona           | 22.237            | 25.477            | 26.707            | Ziguinchor        |
| 20                | Fatick            | 18.416            | 23.149            | 26.117            | Fatick            |
| 21                | Dagana            | 15.638            | 18.205            | 25.604            | Saint-Louis       |
| 22                | Bambey            | 16.974            | 21.250            | 24.319            | Diourbel          |
| 23                | Vélingara         | 14.068            | 20.806            | 23.834            | Kolda             |
| 24                | Sédhiou           | 13.212            | 18.465            | 20.200            | Kolda             |
| 25                | Sébikhotane       | N/A               | 18.582            | 19.429            | Dakar             |
| 26                | Kédougou          | 11.216            | 16.672            | 18.483            | Tambacounda       |
| 27                | Nguékhokh         | N/A               | 16.911            | 18.384            | Thiès             |
| 28                | Kayar             | N/A               | 16.257            | 17.193            | Thiès             |
| 29                | Pout              | 10.763            | 16.785            | 17.072            | Thiès             |
| 30                | Mékhé             | 12.109            | 15.291            | 15.527            | Thiès             |
| 31                | Matam             | 10.722            | 14.620            | 15.306            | Matam             |
| 32                | Ouro Sogui        | N/A               | 13.177            | 15.200            | Matam             |
| 33                | Nioro du Rip      | 11.841            | 13.976            | 15.039            | Kaolack           |
| 34                | Kébémer           | 8.120             | 14.438            | 14.747            | Louga             |
| 35                | Koungheul         | 10.256            | 14.029            | 13.435            | Kaolack           |
| 36                | Guinguinéo        | 12.887            | 12.973            | 12.784            | Fatick            |
| 37                | Bakel             | 7.959             | 10.653            | 12.758            | Tambacounda       |
| 38                | Mboro             | N/A               | 11.809            | 12.647            | Thiès             |
| 39                | Linguère          | 9.824             | 11.667            | 12.607            | Louga             |
| 40                | Sokone            | 8.552             | 11.124            | 12.472            | Fatick            |
| 41                | Goudomp           | N/A               | 11.013            | 12.342            | Kolda             |
| 42                | Thiadiaye         | N/A               | 10.262            | 12.010            | Thiès             |
| 43                | Ndioum            | N/A               | 12.407            | 11.964            | Saint-Louis       |
| 44                | Diamniadio        | N/A               | 10.898            | 11.393            | Dakar             |
| 45                | Khombole          | 9.437             | 11.574            | 11.624            | Thiès             |
| 46                | Gossas            | 9.289             | 10.548            | 10.468            | Fatick            |
| 47                | Kanel             | N/A               | 8.997             | 10.165            | Matam             |

## Các khu định cư khác
- Agnam-Goly
- Cap Skirring
- Guédiawaye
- Kidira
- Pikine
- Podor
- Yoff